# Tyloptera eburneata
Tyloptera eburneata là một loài bướm đêm trong họ Geometridae.